# Ананія
Ана́нія (івр. חנניה — «милість Господня»; лат. Ananias) — чоловіче ім'я єврейського походження. Згодом трансформувалось у форми Ананій та Анон. На Русь потрапило з християнством із Візантії. Було популярним у селянському середовищі. Від цього імені пішли прізвища Ананьїн та Ананьєв.  